# 塞斯托斯河

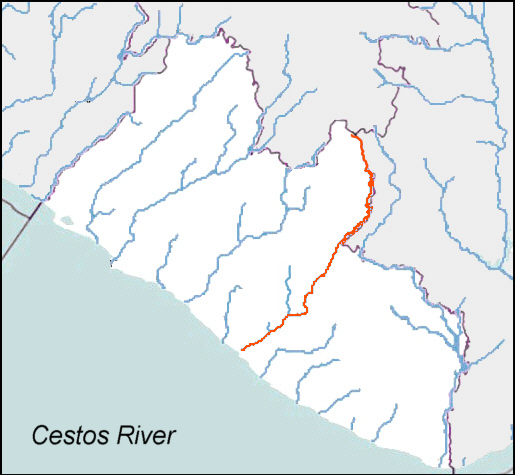
Liberia Cestos River

塞斯托斯河（英語：Cestos River）是西非的河流，發源自畿內亞寧巴峰，沿著與科特迪瓦接壤的邊境朝南流，流經利比里亞的雨林，最終在里弗塞斯注入大西洋的海灣。